# The Prime Mover
The Prime Mover este episodul 57 al serialului american Zona crepusculară. A fost difuzat inițial pe 24 martie 1961 pe CBS.

## Prezentare

### Introducere
| “ | Portretul unui individ care gândește și apoi pune în practică. Dl. Jimbo Cobb ar putea fi numit o cauză inițială, un talent pe care trebuie să-l vezi ca să-l crezi. Din moment în moment, acesta le va arăta prietenilor săi - și dumneavoastră - cum rămâne cu picioarele pe pământ, iar cu mintea în Zona crepusculară. | ” |

### Intriga
Pariorul meschin Ace Larsen descoperă că partenerul său, Jimbo Cobb, are puteri telechinetice după ce o mașină se răstoarnă în fața cafenelei lor și Jimbo mișcă vehiculul fără să-l atingă.
Acesta plănuiește să profite de puterile lui Jimbo pentru a obține câștiguri imense în Las Vegas și pleacă alături de prietena sa Kitty. Ace câștigă de nenumărate ori, în ciuda insistențelor partenerului său care suferă dureri de cap de fiecare dată când își folosește puterile și consideră că acțiunile lor sunt imorale. Kitty este dezgustată de comportamentul lui Ace și pleacă, iar acesta atrage o angajată a cazinoului cu ajutorul banilor recent dobândiți și continuă să parieze la jocul de zaruri, deși Jimbo îi atrage atenția că puterile sale încep să se „epuizeze”. Când își pierde toate câștigurile, Ace se trezește la realitate și ia în derâdere pierderea banilor. Aceștia se întors acasă și continuă să lucreze la cafenea; Ace o cere în căsătorie pe Kitty exact în momentul în care Jimbo își scapă mătura din mână. Aceasta lasă decizia în mâna sorții și dă cu banul, iar Ace alege „cap”. Kitty nu-i arată moneda și nici care este rezultatul, însă acceptă cererea în căsătorie. În timp ce se îmbrățișează, Jimbo ridică mătura cu ajutorul puterilor telechinetice, dezvăluind că s-a prefăcut că abilitățile sale s-au epuizat pentru a-și elibera  prietenul din închisoarea lăcomiei.

### Concluzie
| “ | Unele persoane au talente, altele sunt dominate de ele. Când acest fapt are loc, talentul devine un blestem. Jimbo Cobb știa acest lucru, încă de la început, dar înainte ca Ace Larsen să învețe acest simplu adevăr, a fost nevoit să facă o scurtă călătorie - prin Zona crepusculară. | ” |

## Distribuție
- Dane Clark - Ace Larsen
- Buddy Ebsen - Jimbo Cobb
- Jane Burgess - Sheila
- Christine White - Kitty Cavanaugh
- William Keene - funcționar
- Nesdon Booth - Big Phil Nolan
- Clancy Cooper - camionagiu